# La profezia d'Avignone
La profezia d'Avignone è una miniserie televisiva francese del 2007.
In Svizzera è stata trasmessa nell'estate del 2007 su TSR1. In Italia è stata trasmessa nell'estate del 2011 su Canale 5.

## Trama
A palazzo Esperanza, la giovane Estelle scopre che suo nonno è ancora sulle tracce di una profezia di cui le raccontava quando era piccola. Tale profezia, opera del papa Giovanni XXII, svelerebbe il futuro del mondo fino all'anno 4400. Estelle, ormai adulta, non crede più all'esistenza della profezia, la cui scoperta dovrebbe avvenire, secondo la leggenda, ad opera di un membro della famiglia Esperanza nell'arco di un ciclo lunare, caratterizzato dalla manifestazione di alcuni segni. Ma un primo segno sembra manifestarsi quando, durante degli scavi archeologici ad Avignone, viene ritrovato un rosone luminoso nascosto da un muro. Estelle viene allontanata dal sito archeologico ma vi fa ritorno di notte, assieme a suo nonno e a David, un dipendente, che, disponendo dell'accesso, li aiuta a entrare.
Estelle e il nonno trovano il tesoro nascosto di papa Giovanni XXII con gli indizi per scoprire la profezia, ma il vecchio archeologo ha un malore per l'emozione. Viene portato in ospedale e, dopo essersi svegliato da un sonno profondo, subisce l'aggressione di un uomo proprio nel momento in cui Estelle, rimasta a vegliarlo durante la notte, si era allontanata. La ragazza, sentendo le urla, corre dal nonno, che fa appena in tempo a metterla in guardia da un'associazione segreta chiamata Fratelli di Giuda, e a confessarle che è lei la prescelta per scoprire la profezia e combattere la setta segreta.
Altra vittima dei Fratelli di Giuda è un'amica di Estelle, uccisa perché scambiata per lei.

## Località del set
Questa mini serie è stata girata:
- nel dipartimento di Vaucluse:
  - ad Avignone, in particolare nel Palazzo dei Papi e sul ponte Saint-Bénézet;
  - nelle città di Pernes-les-Fontaines e Saint-Pantaléon;
- nel dipartimento del Gard, a Villeneuve-lès-Avignon, in particolare nel Fort Saint-André e nella Certosa di Notre-Dame-du-val-de-Bénédiction;
- nel dipartimento della Gironda, a Langoiran, nel viale del castello di Langoiran.